# Bouwrecht

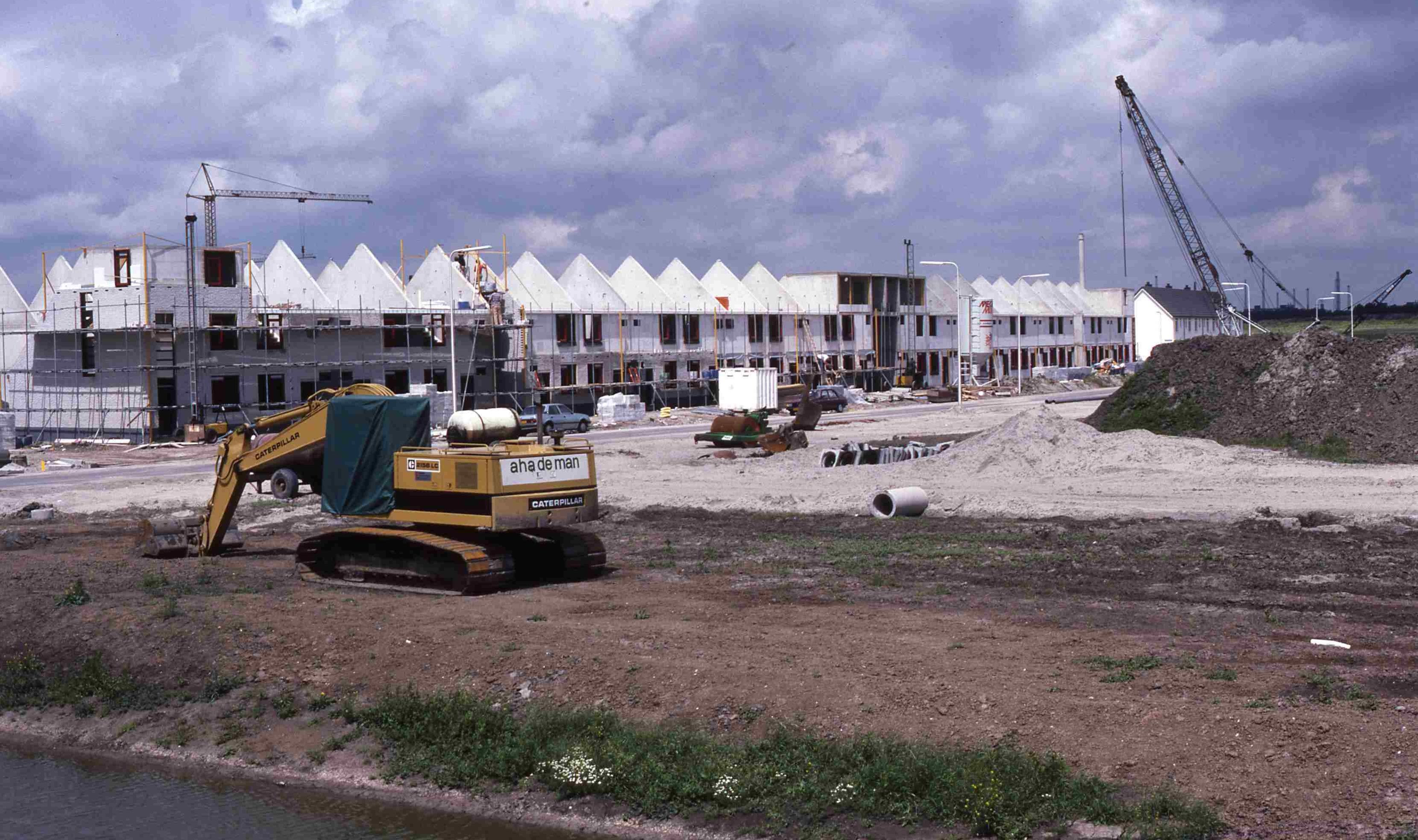
Woningbouw Spijkenisse, 1986 (foto Cor Koorneef)

Bouwrecht is het geheel van rechtsregels die tot doel hebben om bouwprocessen te regelen en de kwaliteit en veiligheid van het slopen, bouwen en het instandhouden van gebouwen en bouwwerken te borgen. Het beschermt de rechten van de burgers, waarborgt de volksgezondheid en milieu en bepaalt welke regels er gelden voor het ontwerpen, bouwen en gebruiken van gebouwen en infrastructuur. Dankzij de vergunningsplicht, bouw- en gebruiksvoorschriften en handhaving, wordt er gewaarborgd dat de bouw- en gebruiksomgeving veilig, gezond en verantwoord is voor iedereen. Bouwrechtelijke bepalingen zijn deels publiekrechtelijk van aard, het betreft de ruimtelijke, economische, sociale en fiscale apsecten zoals het omgevingsrecht, stedenbouwkundige zaken of regelgeving voor de kwaliteit en veiligheid van woningen. Deels zijn de regels privaatrechtelijk van aard, hier betreft het de organisatorische, zakelijke en obligatorische rechten; de algemene voorwaarden en de afspraken tussen opdrachtgever, architect, aannemer en onderaannemers, met voorschriften over oplevering, gebreken, meerwerk, afwijkingen, bouwschade etc. 

## Nederland

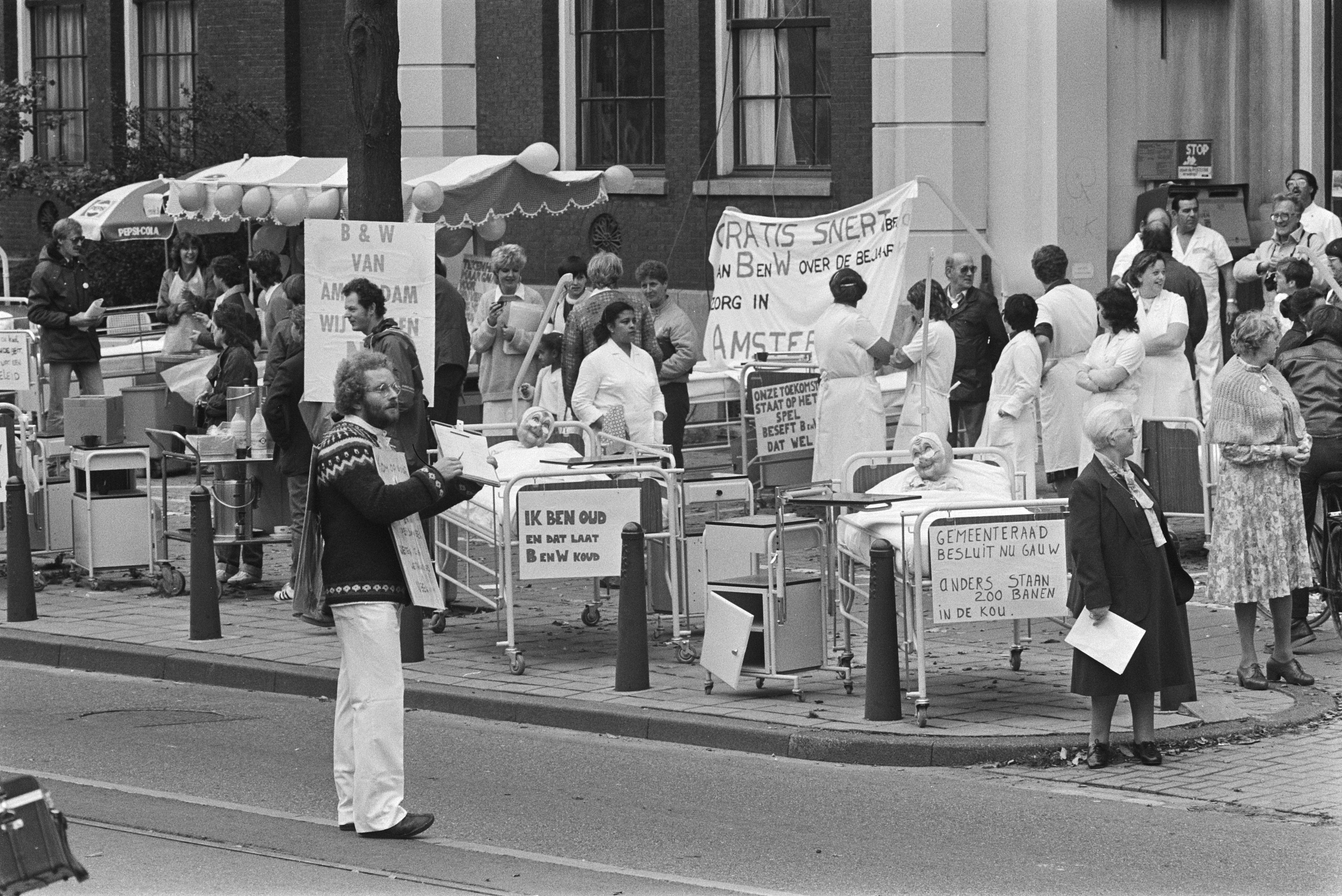
Protest tegen uitblijven bouwvergunning, bedden voor de deur van bejaardentehuis St. Jacob in Amsterdam (foto Hans van Dijk)

Het bouwrecht in Nederland behelst en is gerelateerd aan zaken als:
- Aannemingsrecht: rechten en plichten van de aannemer in de bouw, zie ook aanneming van werk en opdracht in het Burgerlijk wetboek.
- Aanbestedingsrecht en mededingingsrecht, veelal onder hogere regelgeving (Richtlijnen) en jurisprudentie van de Europese Unie en met als toezichthouder de Autoriteit Consument & Markt (ACM), mede omvattend het recht voor overheidsopdrachten en de speciale-sektoropdrachten.
- Architectenrecht: rechten en plichten van de architect.
- Wet ruimtelijke ordening waaruit bestemmingsplannen voorkomen: dit soort plannen beschrijft in Nederland wat er met de ruimte in een bepaalde gemeente mag gebeuren (functie en gebruik) (in het buitengebied hebben percelen vaak een agrarische bestemming). Daarnaast geeft het bestemmingsplan een ruimtelijk kader waarbinnen gebouwd mag worden.

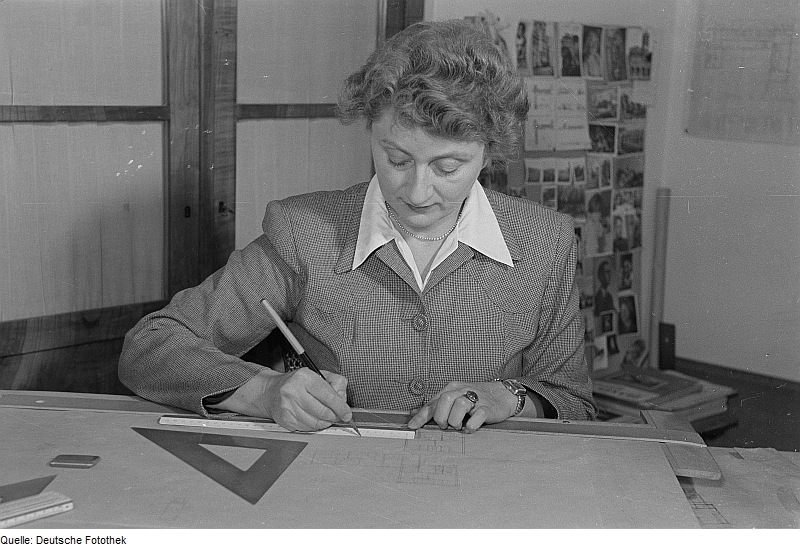
Architect maakt constructietekening

- Wet algemene bepalingen omgevingsrecht (Wabo) met regels voor de omgevingsvergunning
- Monumentenrecht, met de Monumentenwet, de gemeentelijke monumentenverordeningen en het Besluit rijkssubsidie restauratie monumenten (Brim)
- Milieurecht
- Onteigeningsrecht
- Woningwet: Oorspronkelijk opgezet om bewoning van slechte woningen onmogelijk maken en de bouw van goede woningen te bevorderen.
- Bouwverordening: regelgeving die naast de technische voorschriften die zijn vastgelegd in het Bouwbesluit, regels geeft voor het toepassen van brandveiligheidsinstallaties als voorwaarde voor een bouwvergunning. Sinds 30 januari 2012 gelden hierbij Uniforme Administratieve Voorwaarden voor de uitvoering van werken die in het bouwrecht verankerd zijn.
- Bouwbesluit: verzameling bouwtechnische voorschriften waaraan alle bouwwerken in Nederland, zoals woningen, kantoren, winkels, ziekenhuizen etc. minimaal moeten voldoen.

- Volkshuisvestingsrecht

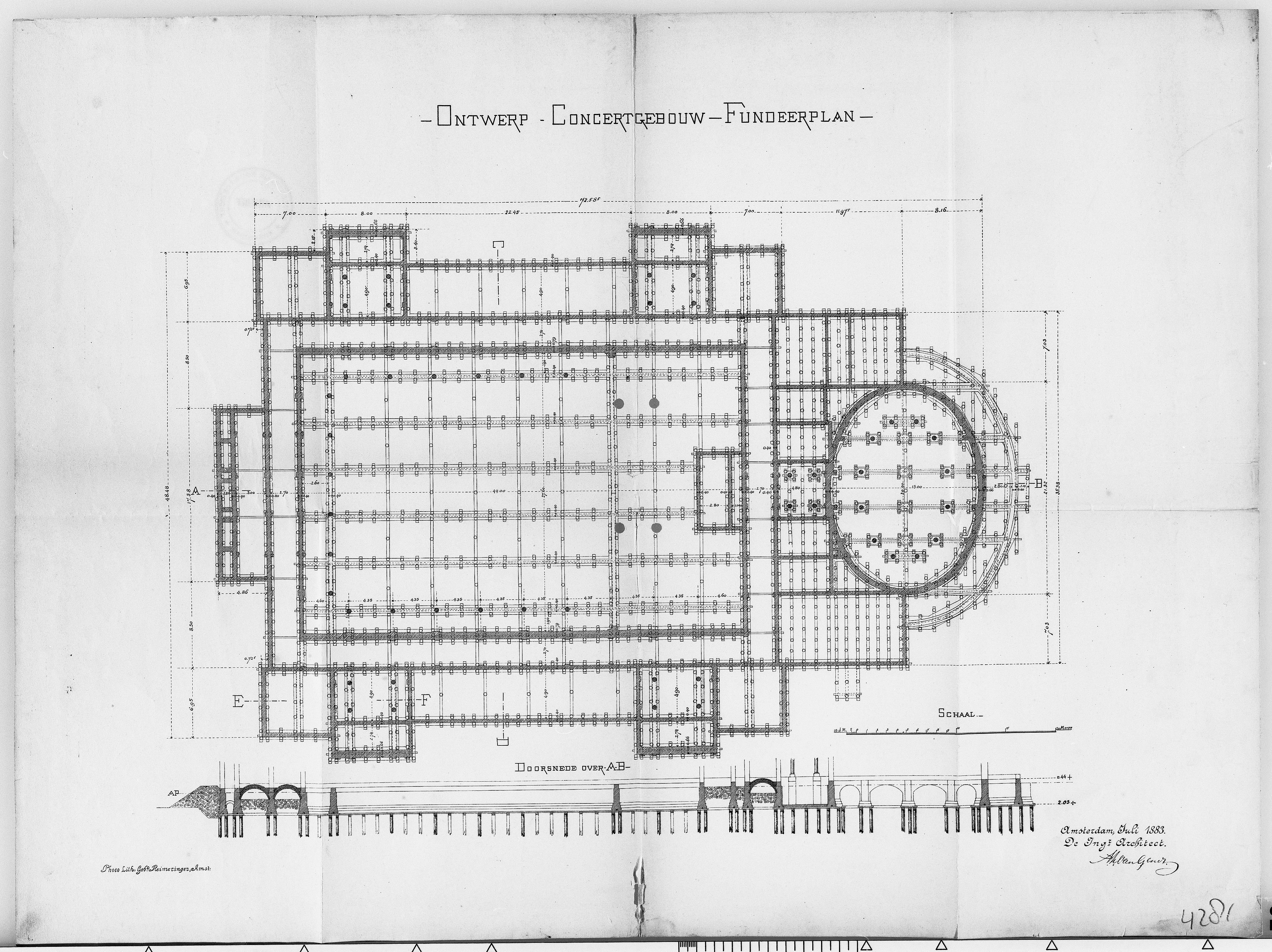
Funderingsplan Concertgebouw Amsterdam t.b.v. aanvraag bouwvergunning, 1883

- Bestuurs(procesrecht) en rechtsbescherming in het publiekrechtelijk bouwrecht
- Aansprakelijkheidsrecht
- Geschillenbeslechting door Raad van arbitrage in bouwgeschillen.

## Publicaties
- Prof. mr. dr.  M.A.B. Chao-Duivis en prof. dr. ing. A.G. Bregman (redactie), Bouwrecht in kost bestek, Instituut voor Bouwrecht, 9e druk (2016)
- W.A.M. Cremers (1931). Bouwrecht. Arnhem : S. Gouda Quint
- M.M. van Praag (1966). Bouwrecht. Amsterdam : Scheltema & Holkema
- Geert J.A. Baert (1981). Inleiding tot het privaatrechtelijk bouwrecht : begrippen van het rechtssysteem, zakenrecht en contractenrecht : ten behoeve van het hoger architectuuronderwijs. Gent : Story-Scientia
- M.A. van Wijngaarden (1984-2010). Hoofdstukken bouwrecht. Serie bouw- en aanbestedingsrecht : jurisprudentie en regelgeving. Zwolle : W.E.J. Tjeenk Willink. Later: [Deventer] : Kluwer